# کیت باربر (بازیکن فوتبال)
کیت باربر (انگلیسی: Keith Barber؛ زادهٔ ۲۱ سپتامبر ۱۹۴۷) بازیکن فوتبال اهل بریتانیا است.
از باشگاه‌هایی که در آن بازی کرده‌است می‌توان به باشگاه فوتبال دانستیبل تاون، باشگاه فوتبال لوتون تاون، باشگاه فوتبال سوانزی سیتی، و باشگاه فوتبال کاردیف سیتی اشاره کرد.